# 温泉街道 (阿尔山市)
温泉街道，是中国内蒙古自治区兴安盟阿尔山市下辖的一个街道办事处。该街道办事处于1997年10月起筹建，1998年8月挂牌。

## 行政区划
温泉街道共辖以下地区：
神泉社区、河滨社区。